# ساشا سیبرت
ساشا سیبرت (انگلیسی: Sascha Siebert؛ زادهٔ ۲۸ نوامبر ۱۹۷۷) بازیکن فوتبال اهل آلمان است.
از باشگاه‌هایی که در آن بازی کرده‌است می‌توان به باشگاه فوتبال پادربورن، باشگاه فوتبال اف‌اس‌وی فرانکفورت، و باشگاه فوتبال بوخوم اشاره کرد.